# Connarus popenoei
Connarus popenoei är en tvåhjärtbladig växtart som beskrevs av Paul Carpenter Standley. Connarus popenoei ingår i släktet Connarus och familjen Connaraceae. Inga underarter finns listade i Catalogue of Life.